# Croix de Saint-Bily
La croix Saint-Bily est située  au lieu-dit "Saint-Bily" sur la commune de Plaudren dans le Morbihan.

## Historique
La croix de Saint-Bily est érigée à l'entrée du village de Plaudren à l'emplacement où un évêque aurait été assassiné. Saint Bily a été évêque de Vannes au tournant du IXe  et du Xe siècle. Il serait né près de Redon vers 840, est attesté comme évêque de Vannes à partir de 892, et serait mort assassiné à Saint-Bily entre 913 et 919. Il a été décapité par le seigneur de Kervasy, à l'emplacement du calvaire et aurait été enterré à l'emplacement de la chapelle. 
La croix de Saint-Bily fait l’objet d’une inscription au titre des monuments historiques depuis le 25 septembre 1929.

## Architecture
La croix est érigée sur un autel qui est posé sur une plate-forme de pierres dont l'accès s'effectue par trois gradins et un socle. 
Quatre figures d'évêques sont sculptées à la base du fut de la croix. Au sommet, le christ en croix est entouré de la vierge et de Saint-Jean. Deux anges encadrent le sommet du panneau.

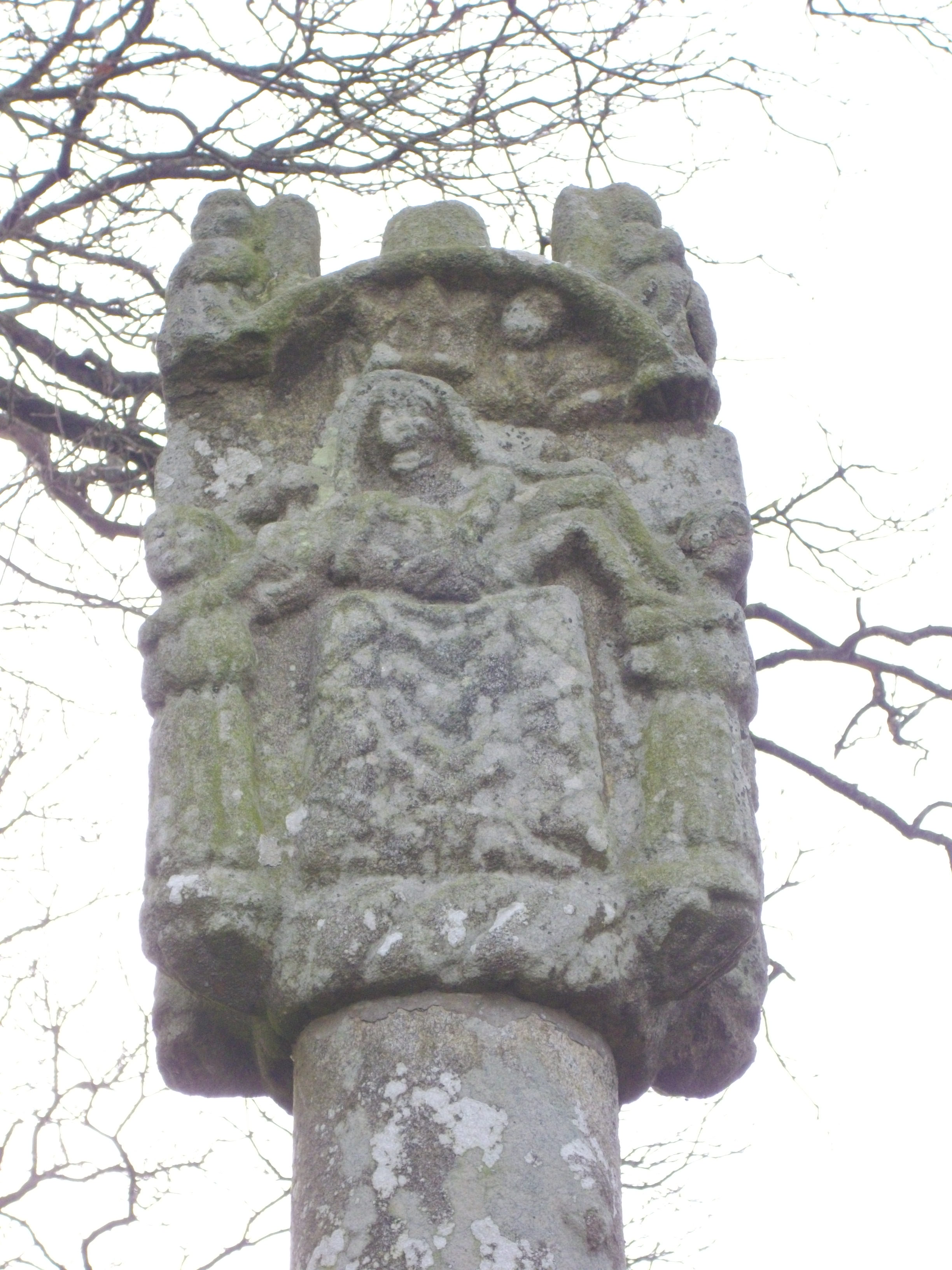
La face orientale : Vierge de pitié.
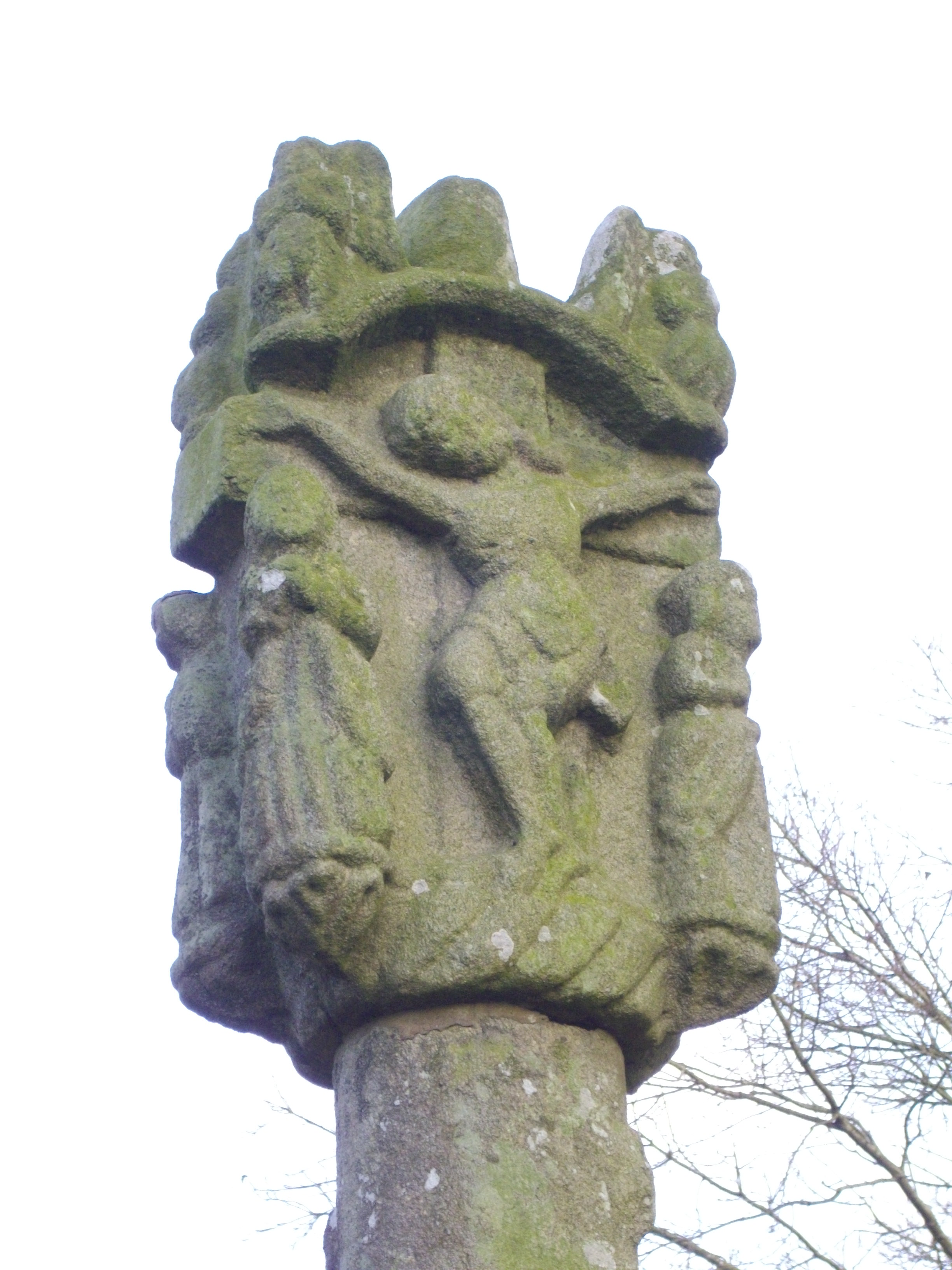
La face occidentale : Christ en croix.